# Gloria (Пуленк)
Gloria — месса Пуленка для сопрано, оркестра и хора на слова гимна Gloria in Excelsis Deo; выполнена по заказу Фонда Кусевицкого в честь Сергея Кусевицкого и его жены Натальи.
Премьера состоялась 21 января 1961 года в Бостоне в исполнении Бостонского симфонического оркестра и хора Pro Musica, дирижёр Шарль Мюнш, солистка Адель Эдиссон. Первая запись и европейская премьера также в 1961 году: Национальный оркестр и хор французского радиовещания, дирижёр Жорж Претр, соло Розанна Картери.
Включает шесть частей:
1. Gloria in excelsis Deo (G major) — Слава в вышних Богу и на земле мир, людям Его благоволения
2. Laudamus te (C major) — Хвалим тебя, благословляем тебя, поклоняемся тебе. Славим тебя!
3. Domine Deus, Rex caelestis (B minor) — Господь, Царь Небесный
4. Domine Fili unigenite (G major) — Господь, сын единородный
5. Domine Deus, Agnus Dei (B-flat minor) — Господь Бог, агнец божий
6. Qui sedes (G major) — сидящий по правую руку от господа, помилуй нас.